# Karszuniszki
Karszuniszki (biał. Каршунішкі; ros. Коршунишки) − wieś na Białorusi, w obwodzie grodzieńskim, w rejonie oszmiańskim, w sielsowiecie Kamienny Łuh.

## Historia
W czasach zaborów wieś w gminie Polany, w powiecie oszmiańskim, w guberni wileńskiej Imperium Rosyjskiego. W 1866 roku liczyła 12 dusz rewizyjnych. należała do dóbr Mokrzyca. W 1905 roku liczyła 35 mieszkańców, 38 dziesięcin.
W latach 1921–1945 wieś leżała w Polsce, w województwie wileńskim, w powiecie oszmiańskim, w gminie Polany.
W 1931 wieś w 8 domach zamieszkiwało 37 osób.
Wierni należeli do parafii rzymskokatolickiej w Cudzieniszkach. Miejscowość podlegała pod Sąd Grodzki w Oszmianie i Okręgowy w Wilnie; właściwy urząd pocztowy mieścił się w Cudzieniszkach.
Po II wojnie światowej w granicach Związku Sowieckiego. Od 1991 w niepodległej Białorusi.